# Ismail Aziz
Ismail Aziz é uma comunidade rural de Manaus, localizado no Km 1,5 da BR 174, pertencente ao bairro Tarumã Açu.

## Dados Geográficos
- População: 1.331 moradores.

## Transportes
Ismail Aziz é servido pela empresa de ônibus Vega Transportes Coletivos e Eucatur (União Cascavel) que atualmente opera na seguinte linha:

## Ver - também
- Anex - :Lista - de bairros de Manaus